# 舊烏希察

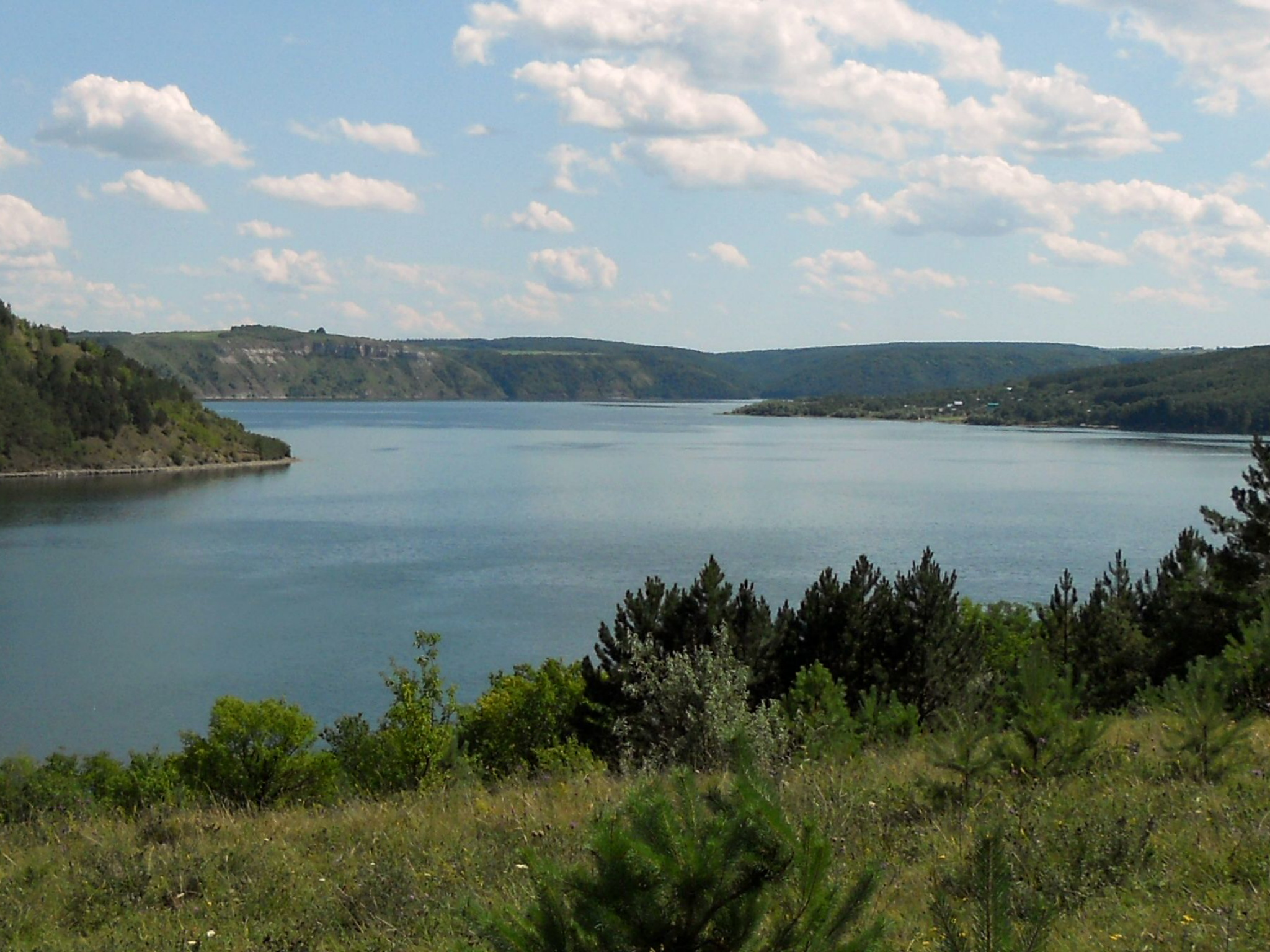

舊烏希察是烏克蘭西部赫梅利尼茨基州卡緬涅茨-波多利斯基區旧乌希察市镇内的市級鎮及其行政中心。處於卡緬涅茨-波多利斯基以東46公里，始建於1144年，面積5.07平方公里，2015年人口2,253，人口密度每平方公里444.38人。